# Chitarra a dodici corde
La chitarra a dodici corde è un particolare tipo di chitarra in cui a ciascuna delle sei corde usuali ne è affiancata un'altra accordata all'ottava superiore, fatta eccezione per le prime due coppie, accordate all'unisono.

## Caratteristiche e musicisti che utilizzano chitarre a dodici corde
Il timbro di questa chitarra è particolarmente pieno e si presta tipicamente al ruolo di accompagnamento, sebbene esistano anche esempi di utilizzo solista. Un esempio, molto conosciuto dell'utilizzo di questo particolare tipo di chitarra, è rappresentato dall'introduzione di Wish You Were Here dei Pink Floyd, nella quale una chitarra a dodici corde esegue la parte dell'accompagnamento, mentre una chitarra a 6 corde svolge il ruolo di chitarra solista.
Il primo a dare risalto alla dodici corde fu Huddie William Ledbetter, meglio noto come Leadbelly, nel periodo 1930-1950, diventandone un virtuoso.
Roger McGuinn a metà degli anni sessanta ha fatto della sua Rickenbacker 370/12 il marchio di fabbrica della band statunitense The Byrds. Anche i Beatles hanno fatto uso di chitarre a dodici corde, ad esempio in You've Got to Hide Your Love Away, in cui John Lennon suona una Framus acustica dodici corde, o in If I Needed Someone, in cui George Harrison suona una Rickenbacker 360/12.
Alcuni musicisti (un illustre esempio è il chitarrista statunitense Leo Kottke, ma anche Jimmy Page), la usano quanto o più della chitarra a 6 corde; nel 1969 Kottke ha registrato un disco chiamato 6 & 12 String Guitar in cui dà ampio risalto a questo strumento. Inoltre, anche il chitarrista blues rock Jimi Hendrix ha fatto uso della dodici corde nella versione acustica di Hear My Train' A Comin'.
Anche David Bowie utilizzò questa chitarra in molti album e in parecchi suoi concerti. Due brani molto famosi, Space Oddity e Starman, sono, per esempio, eseguiti da Bowie medesimo con una chitarra a 12 corde. Tra i concerti è notevole l'uso di questa chitarra nel celeberrimo Ziggy Stardust Tour del 1973.
Brian May ha usato questo tipo di chitarra durante i tour dei Queen per eseguire, in duetto con Freddie Mercury, i brani Love of My Life e '39; il modello preferito da May è la Ovation Pacemaker 1615, abbandonata al termine del Freddie Mercury Tribute Concert, per dirigersi verso una Guild Jumbo, che usa tuttora live, sebbene in studio prediliga ancora la vecchia Pacemaker, non più nelle condizioni per sostenere i ritmi di un tour.
Anthony Phillips, primo chitarrista dei Genesis, ha da sempre fatto un uso intenso di questo strumento. Il suo album Twelve è interamente eseguito con la sola chitarra dodici corde. Gli stessi Genesis usarono abbondantemente questo strumento, in particolare nel periodo-Gabriel. La prima parte della suite Supper's Ready, ad esempio, è eseguita da tre chitarre a 12 corde, suonate da Steve Hackett, Mike Rutherford e Tony Banks. Tra gli italiani chi ha da sempre fatto uso della chitarra a 12 corde è stato Edoardo Bennato, ma anche Lucio Battisti ed Herbert Pagani.
Altri musicisti citabili sono Riccardo Zappa, Angela Lancieri e John Butler. In realtà quest'ultimo ne usa solo 11.

## Costruzione
Dal punto di vista costruttivo, la chitarra a dodici corde è pressoché identica a quella tradizionale: fanno eccezione la "paletta" (o "cavigliere"), che deve ospitare un maggior numero di meccaniche. Le meccaniche possono essere installate singolarmente o con rulli interni. La chitarra è provvista di truss rod inserita all'interno del manico, che, dovendo contrastare una trazione quasi doppia, è costituito da una barra o due (chiamata a doppia azione).
Esistono modelli folk, elettrici, resofonici e semiacustici, esclusivamente a corde metalliche. La versione elettrica non prevede l'uso del ponte tremolo per via della maggiore tensione delle corde, ma vi sono alcune eccezioni.

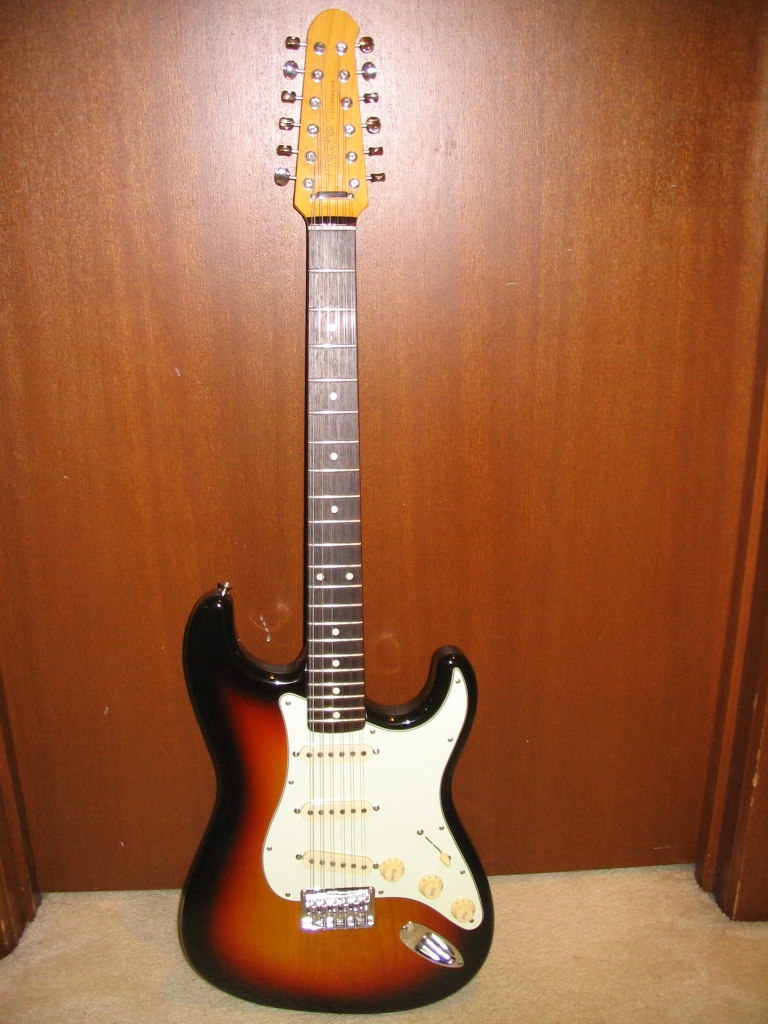
Fender Stratocaster XII
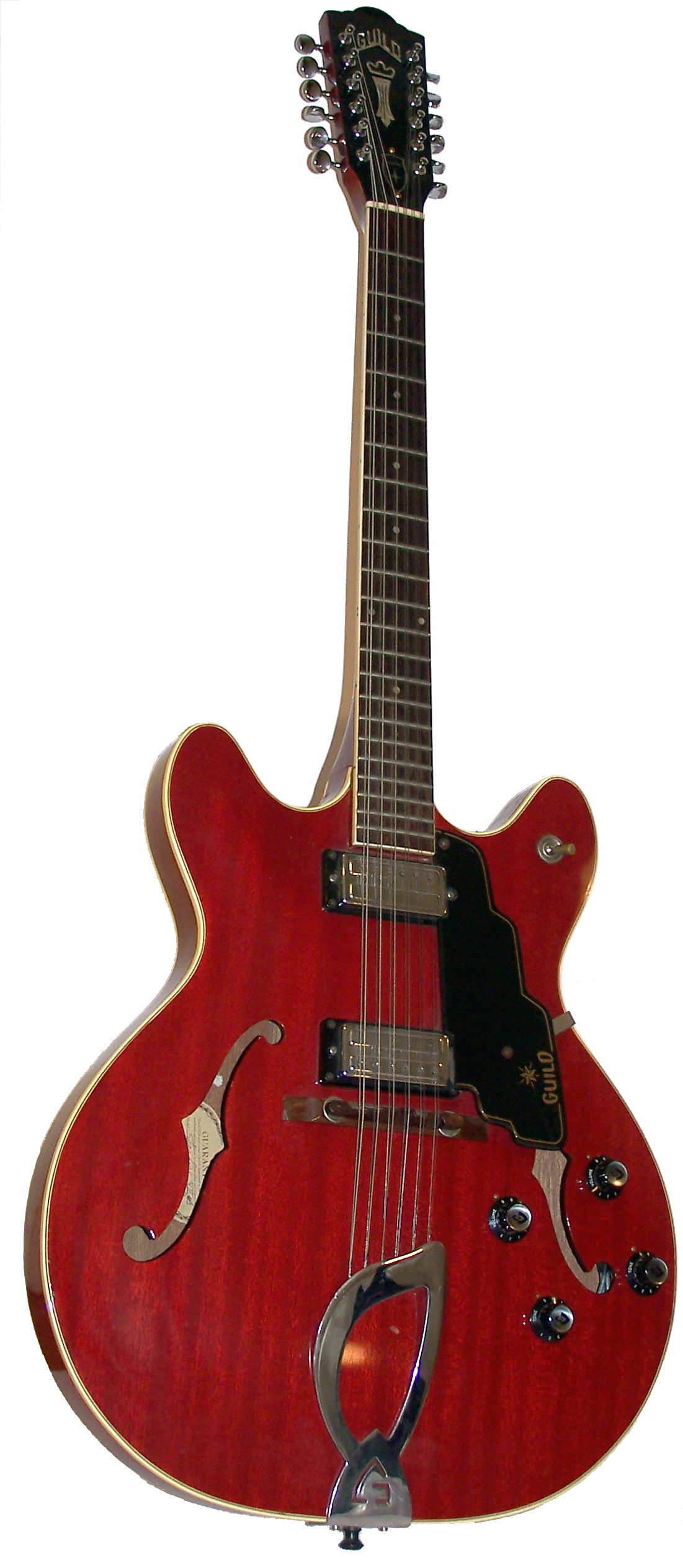
Guild Starfire SF-XII
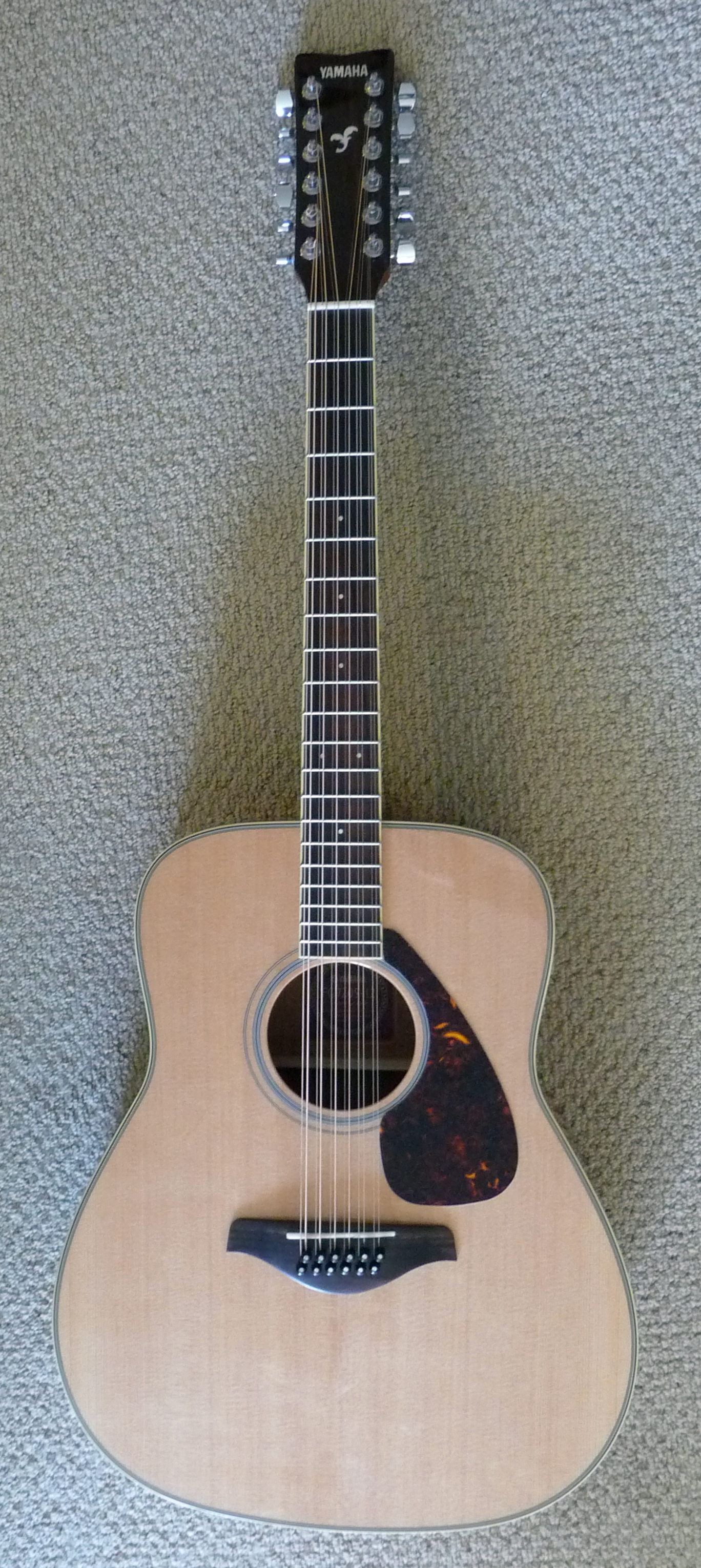
Yamaha FG720S-12

## Accordatura
Le prime due coppie di corde (mi cantino e si) sono formate da corde identiche e, quindi accordate all'unisono. Le altre quattro coppie (dal sol al mi basso) hanno la prima corda della coppia (quella fissata a destra, guardando frontalmente la tastiera disposta in verticale o quella più in basso, se il manico è in posizione orizzontale) di diametro maggiore e tipicamente rivestita; l'altra corda della coppia è di diametro minore e tipicamente liscia. Per questo la corda (di ciascuna delle quattro coppie più gravi) liscia e di diametro minore è accordata all'ottava superiore: perché contribuisce alla porzione brillante del timbro. Ovviamente, a seconda della muta di corde scelta, vi possono essere combinazioni diverse (ad esempio la seconda corda del mi grave rivestita e non liscia).
L'accordatura, partendo dalla corda più sottile (mi cantino), è:
- 1ª corda MI
- 2ª corda MI
- 3ª corda SI
- 4ª corda SI
- 5ª corda SOL
- 6ª corda SOL (accordata all'ottava superiore)
- 7ª corda RE
- 8ª corda RE (accordata all'ottava superiore)
- 9ª corda LA
- 10ª corda LA (accordata all'ottava superiore)
- 11ª corda MI
- 12ª corda MI (accordata all'ottava superiore)

Alcuni strumenti artigianali (costruiti da liutai), di elevata qualità e prezzo, hanno la disposizione (delle 4 coppie) inversa (cioè con la corda grave in cima), onde generare maggior peso tonale. È comunque una versione particolare e molto rara.

## Chitarre a due o più manici
La versione a dodici corde è spesso sfruttata per la costruzione di chitarre con più di un manico: ricordiamo la Gibson EDS-1275 usata da Jimmy Page, dei Led Zeppelin e da Slash, dei Guns N' Roses, modello derivante dalla famosa Gibson SG.
Molti chitarristi si fanno costruire modelli custom, come la Ibanez Jem a tre manici di Steve Vai, di cui un manico a dodici corde, uno a sei corde con tremolo e uno a sei corde fretless; Brian May, chitarrista dei Queen, che nel 2012 si è esibito nel tour Queen + Adam Lambert mostrando la prima replica della sua Red Special in versione a doppio manico, a dodici e sei corde.

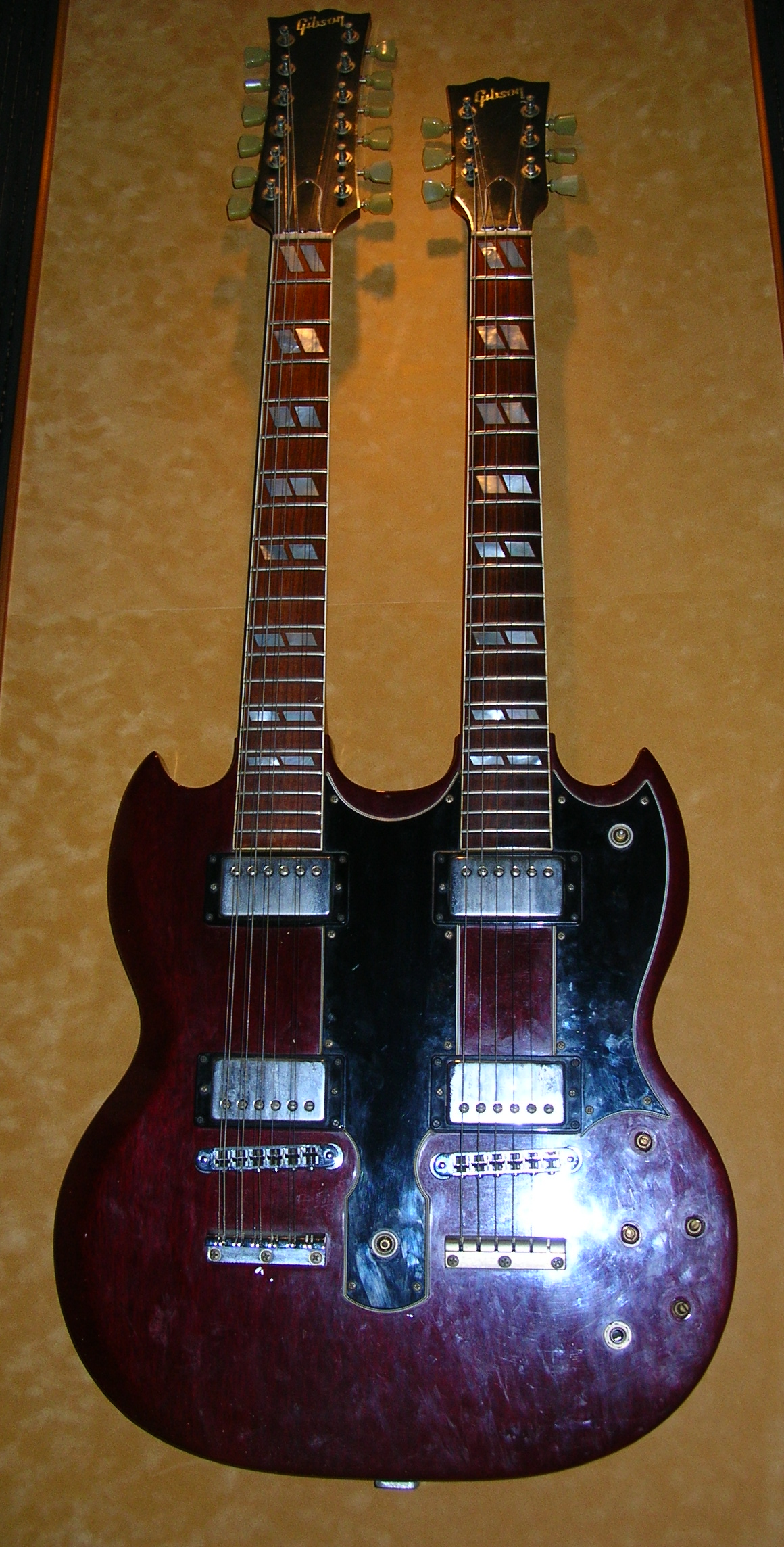
La Gibson EDS-1275
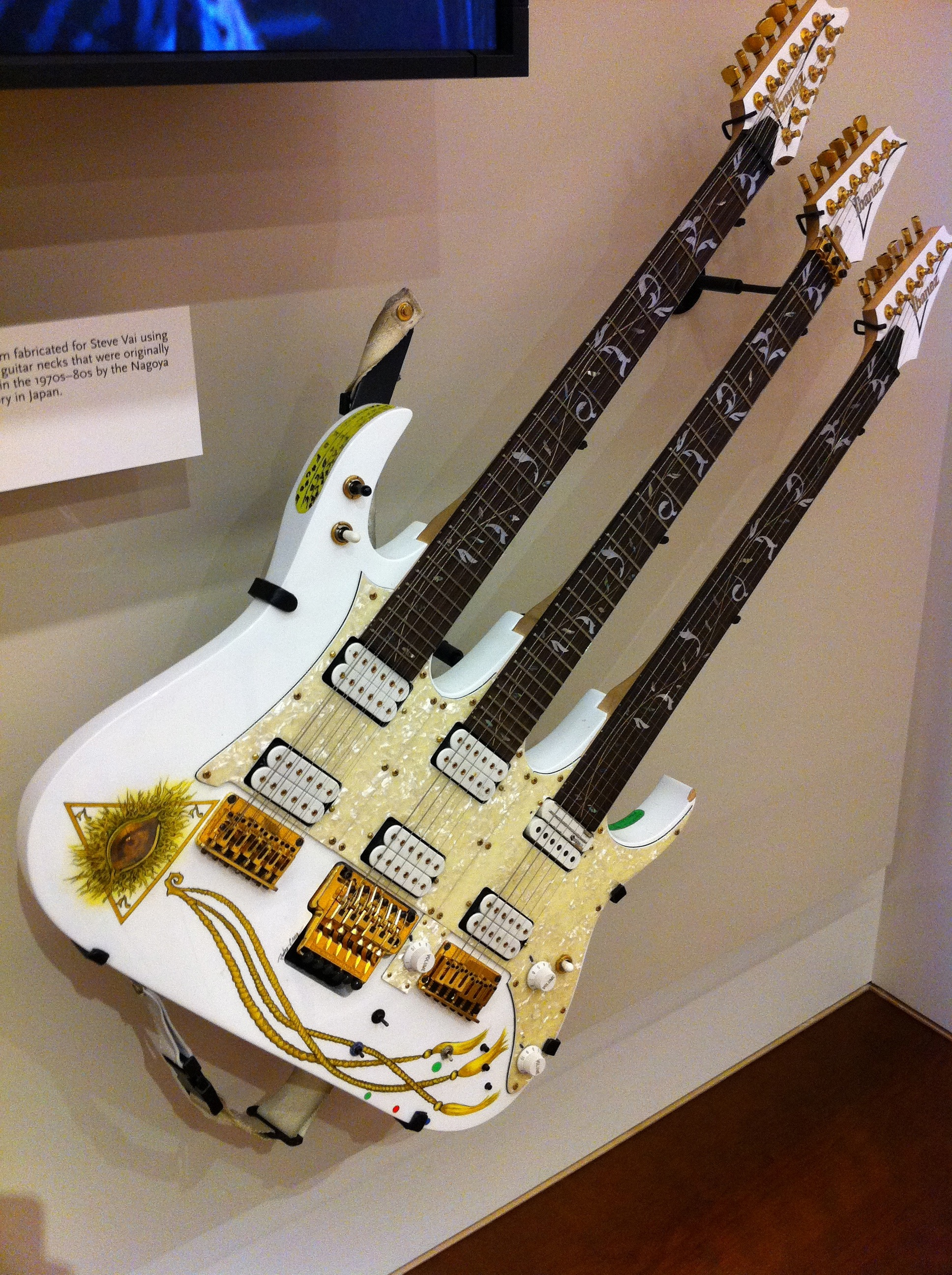
La Ibanez Jem a tre manici